# Folkbladet
För andra betydelser, se Folkbladet (olika betydelser).

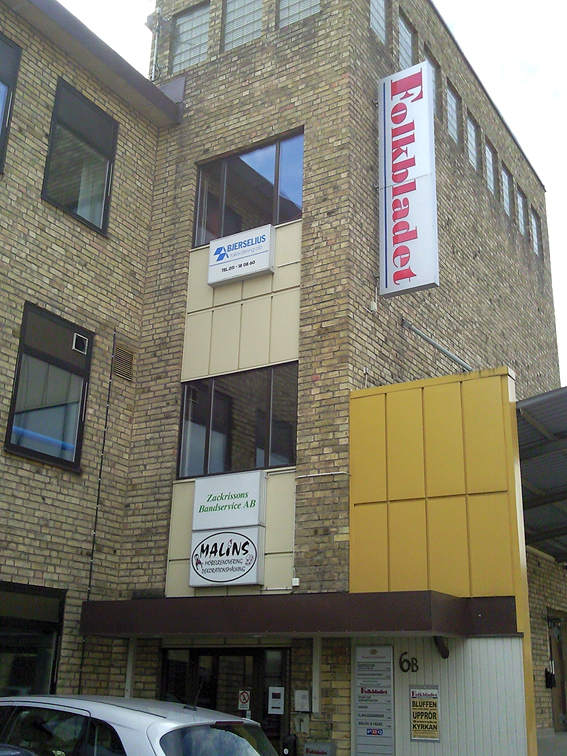
Folkbladet på Stohagsgatan i Norrköping.

Folkbladet (eller Nya Folkbladet i Östergötland AB) var en fristående socialdemokratisk dagstidning utgiven i Norrköping. Förutom i Norrköping hade Folkbladet stor spridning i Finspång. Tidningen grundades 1905, och utgivningen upphörde i december 2024.

## Historik
Tidningen grundades under namnet Östergötlands Folkblad. På 1930-talet övergick linköpingstidningen Östgöten från en liberal till en socialdemokratisk hållning, och påverkade Folkbladets spridningsområde. 
Efter att socialdemokraterna köpt upp Östgöten gick de båda tidningsföretagen samman 1962. Mellan åren 1966–1981 gavs tidningarna ut under den gemensamma titeln Folkbladet Östgöten, förkortad FÖ. För att anpassa sig till det statliga presstödssystemet gavs de från 1981 återigen ut som två skilda tidningar.
Folkbladet Östgöten såldes 1991 till Länsförlaget i Stockholm, som i sin tur sålde företaget till Bo Merner. Efter två månader försattes företaget i konkurs i oktober 1992. Folkbladet återstartades i december 1992 efter en insamlingskampanj, finansierad med sina läsares investerade pengar. Folkbladets nättidning, folkbladet.se, startade 1997. Från 1998 hette tidningen enbart Folkbladet, men förkortningen FÖ fortsatte att förekomma i folkmun.
Under 2000 köpte konkurrerande Norrköpings Tidningar aktiemajoriteten i Folkbladet. Minoritetsägarna, företrädda av socialdemokraterna, lokala fackföreningar och enskilda ägare, gavs vetorätt vid tillsättning av chefredaktör och politisk redaktör.
Den 1 januari 2013 blev Folkbladet en del av Östgöta media, ett tidningshus inom NTM-koncernen. Bland ledarskribenter under 2000-talet märks Widar Andersson.
I oktober 2024 meddelade tidningsledningen att NTM avsåg att lägga ner både den tryckta och den digitala upplagan av Folkbladet vid årsskiftet 2024/2025.

## Tidningens ansvariga utgivare
- Olov Sundström (1905–1906)
- Anton Andersson (1906–1910)
- Sven Persson (1910–1919)
- Karl Ward (1919–1954)
- Hilding Färm (1954–1969)
- Torsten Nilsson (1969–1987)
- Håkan Johansson (1987–1989)
- Lars Gunnar Jakobsson (1989–1991)
- Janne Berglund (1991–1994)
- Arne Lindh (1994–1998)
- Janne Berglund (1998–2001)
- Christer Sandberg (2001–2011)
- Widar Andersson (2011–2020)
- Malin Perk (2020–2024)